# タウンハウス (イギリス)

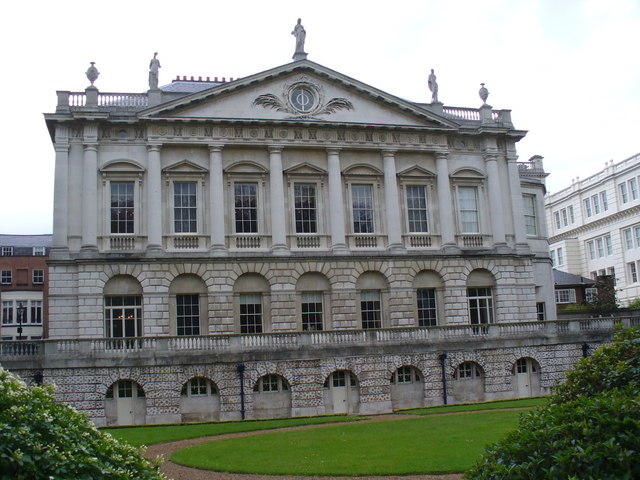
ロンドン、セントジェームズにあるスペンサー・ハウス。スペンサー家により建てられ、現在も所有されているタウンハウスである。同家のカントリー・ハウスはノーサンプトンシャーのオルソープにある。

イギリスにおけるタウンハウス (英: Townhouse) とは、貴族の町や市、多くの場合ロンドンでの居宅をいい、彼らの地方でのより大きく荘厳な邸宅であるカントリー・ハウスと対をなすものである。
現代のマーケティングにおいては、イギリスの不動産業者や不動産開発業者、次いで北米の業者が、ヴィクトリア朝に建設された労働者を収容するための安価な集合住宅の否定的なイメージを払拭するために、新しく作られた都市部の集合住宅をタウンハウスと呼んでいる。例えばウェストミンスターのセントジェームズに現存するような貴族の系譜に連なる集合住宅は、ほとんど忘れられているが、本来タウンハウスとは、パリにおけるフランス貴族の居宅であった "オテル・パティキュリエ" (英語版) に匹敵するものである。

## 背景
歴史的にはタウンハウスとは、貴族、あるいは裕福な家系の都市部における住居であるが、彼らは1軒または複数のカントリー・ハウス、多くの場合マナー・ハウスを所有していて、年間の大半はそちらに住んでおり、その不動産が彼らの資産や政治力の大半を生み出していた。ロンドンの法曹院の多くがこの機能を有しており、例えばグレイ法曹院は、初代グレイ・ドゥ・ウィルトン男爵レジナルド・ドゥ・グレイ (英語版) のロンドンのタウンハウスだった。18世紀以降地主とその使用人達は、ソーシャル・シーズン   (英語版)  の間タウンハウスに住むようになった :84-85  。
また18世紀以降、富裕層、特に庭園のある敷地を持つ者に集合住宅を購入させることは、ジョージアン様式建築 (英語版) の成功例の一つだった。ほんの一握りのタウンハウスだけが戸建てだったが、地方には数百あるいは数千エーカーの敷地を持つカントリー・ハウスを所有する貴族でさえ、都市部では集合住宅に住んでいた。例えばノーフォーク公は、地方にはアランデル城 (英語版) を所有していたが、1722年以降の彼のロンドンでの居宅であるノーフォーク・ハウス (英語版) はセント・ジェームズ広場 (英語版) にあり、30メートル (100フィート) を超える横幅を持つ集合住宅だった。

## イングランドのタウンハウス

### ロンドン

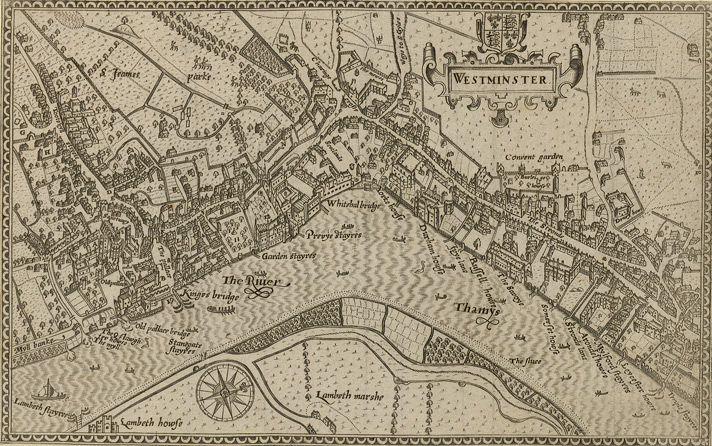
1593年のウェストミンスターの地図には、ヨーク・ハウス、デュラハム・ハウス、ラッセル・ハウス、サヴォイ宮殿、サマーセット・ハウス、アランデル・ハウス、レスター・ハウスなど、ホワイトホール宮殿近辺にある数多くの壮大なロンドンのタウンハウスの名称が記載されている。

中世では貴族のロンドンの住居は、ロンドン・ウォールの内側かシティ・オブ・ロンドンの境界内に建てられていて、一般に"イン" (Inn、宿の意) として知られている。例えばリンカーン法曹院 (Lincoln's Inn) はリンカーン伯爵のタウンハウスであったし、グレイ法曹院 (Gray's Inn) はグレイ・ドゥ・ウィルトン男爵のタウンハウスだった。貴族達は次第にシティ・オブ・ロンドンからウェストミンスター宮殿への公式な主要道であるストランド通り沿いに広がっていき、議会と裁判所の機能も移っていった。ケンジントンやハムステッド等の地域は、19世紀までロンドン郊外の村 (ハムレット) だったため、ホランド・ハウス等は真の歴史的なタウンハウスとはみなされない。司教もまたロンドンの住居を持っており、それらは一般に"宮殿" (Palace) と呼ばれ、例えばランベス宮殿、エリー宮殿等がある。多くの貴族所有のタウンハウスは、第一次世界大戦で、焼失したりあるいは居住用としては使われなくなったりした。
ストランド通り最大の邸宅は、その時代王国内で最も裕福であったランカスター公ジョン・オブ・ゴーント (1340-1399) のサヴォイ宮殿である。ストランド通りにはテムズ川河口に面しているという利点があり、そこに邸宅を持つ貴族達は、個人的な荷揚げ場所を確保することができた。次の流行は、テューダー朝の王室が近いセント・ジェームズに向かってさらに西に移動することだった。18世紀に入りコヴェント・ガーデンが、ベッドフォード・エステート (英語版) を所有するベッドフォード公により開発され、メイフェアがグローヴナー・エステート (英語版) を所有するウェストミンスター公により開発された。現代以前の最後の流行は、ベルグレイヴィアの元は沼地であった土地に住居を建てるというもので、ここもまたウェストミンスター公により開発が行われた。以下に、大半は解体されているが、"オテル・パティキュリエ" (英語版) に匹敵するタウンハウスの例を掲げる。

#### 邸宅
- アプスリー・ハウス
- エセックス・ハウス (英語版)
- オルバニー (英語版)

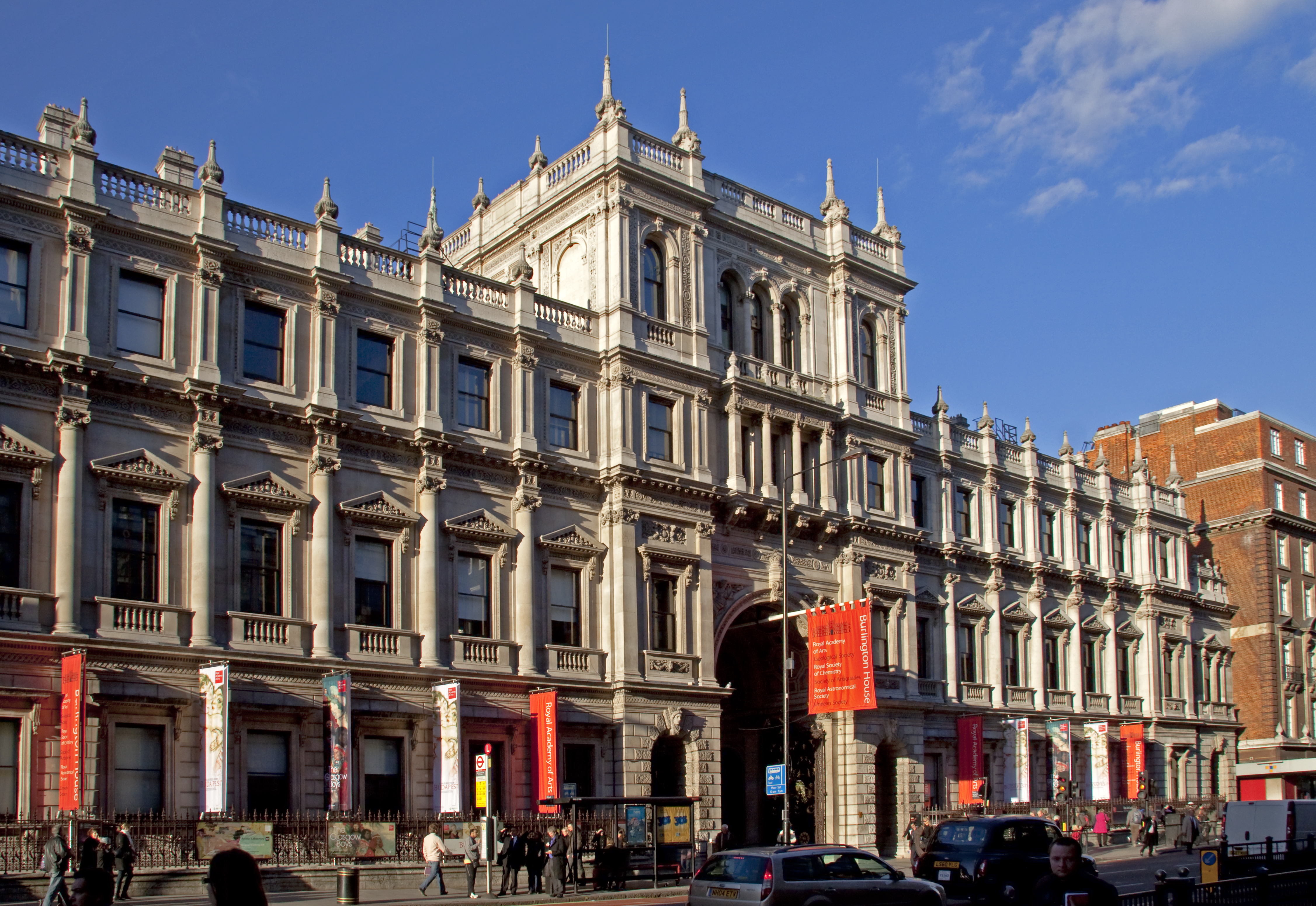
バーリントン・ハウス
2010年撮影

- キングストン・ハウス (英語版) - 以前のチャドレー・ハウス。
- クラレンス・ハウス - 後にエリザベス王太后やチャールズ3世の住居となっている。
- クラレンドン・ハウス (英語版)
- クルー・ハウス - 現在のサウジアラビア大使館。
- グローヴナー・ハウス (英語版) - 現在は同名のホテルが建っている。グローヴナー家 (ウェストミンスター公爵家) のタウンハウスには他にピーターバラ・ハウス (英語版) があった。
- サマセット・ハウス (ストランド)
- サマセット・ハウス (パーク・レーン) - 1769年から70年にかけて建設され、1915年に取り壊された。
- スペンサー・ハウス - かつてのスペンサー家のロンドンでの居宅。
- ダドリー・ハウス (英語版)
- チェスターフィールド・ハウス (英語版) - 1937年に取り壊され、現在は同名の建物が建っている。
- チャドレー・ハウス - 後のキングストン・ハウス (英語版)。
- デヴォンシャー・ハウス - 以前はバークレー・ハウス。かつてのピカデリーにあり、現在のリッツ・ロンドンの向かいにある。
- ドーチェスター・ハウス
- ノーフォーク・ハウス (英語版)
- ノーサンバーランド・ハウス (英語版) - 1874年に取り壊された。
- バッキンガム・ハウス - 現在のバッキンガム宮殿。
- ハリントン・ハウス (英語版) - かつてのハリントン伯爵 (英語版) のロンドンでの居宅。
- ハンガーフォード・ハウス - ハンガーフォード男爵家 (英語版) の邸宅。1669年に焼失し、ハンガーフォード・マーケット (英語版) の敷地となった[3] 。現在その敷地にはチャリング・クロス駅が建てられている。
- ハートフォード・ハウス (英語版) - サマセット・ハウスを最初に建てた初代サマセット公エドワード・シーモアの子、初代ハートフォード伯エドワード・シーモアの邸宅。現在のハートフォード・ハウスはマンチェスターにあり、ウォレス・コレクションの建物となっている。

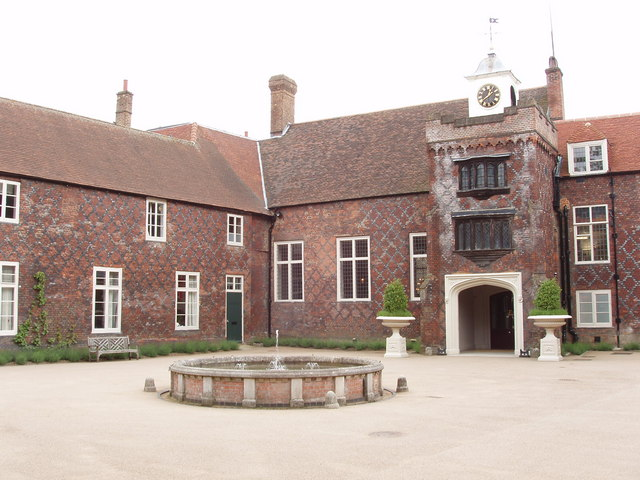
フルハム宮殿

- バーリントン・ハウス - 現在はロイヤル・アカデミー・オブ・アーツの建物。
- ピーターバラ・ハウス (英語版)
- ブリッジウォーター・ハウス (英語版)
- ベイナード城 (英語版) - シティ・オブ・ロンドンにある第5代バークレー男爵トーマス・ドゥ・バークレー (英語版) のタウンハウス。彼の死後遺言によりロンドン市民に譲られた[4] :447 。バークレー家の次のタウンハウスはバークレー広場の敷地内にあり、後にデヴォンシャー・ハウスとなった。
- ベッドフォード・ハウス (英語版)
- ペンブルック・ハウス (英語版)
- マールバラ・ハウス (英語版) - プリンセス・オブ・ウェールズで、後に王妃となったメアリー・オブ・テックの邸宅。現在はイギリス連邦の事務局となっている。
- モンタギュー・ハウス (英語版)
- ランカスター・ハウス (英語版)
- ランズダウン・ハウス (英語版)
- ロンドンデリー・ハウス - 以前ピカデリーにあった。

#### 聖公会施設
- アランデル・ハウス (英語版) (バスとウェルズ司教) (英語版)
- ウィンチェスター宮殿 (英語版) (ウィンチェスター主教) (英語版)
- エリー宮殿 (英語版) (エリー司教) (英語版)
- ダラム・ハウス (英語版) (ダラム主教) (英語版)
- フルハム宮殿 (英語版) (ロンドン主教) (英語版)
- ブロムリー宮殿 (英語版) (ロチェスター主教) (英語版)
- ヨーク・ハウス (英語版) (ヨーク大主教) (英語版)
- ランベス宮殿 (カンタベリー大主教)

### その他の都市
ほとんどのタウンハウスはロンドンにあるが、地方都市にもまたいくつかの歴史的なタウンハウスが存在する。例えば、バンプファイルド・ハウス（第二次世界大戦により滅失）はデヴォン州の州都エクセターにあり、バンプファイルド家のボルティモア男爵 (英語版) のタウンハウスであった。男爵家の地方における主たる居宅はデヴォンにあるポルティモア・ハウスだった。エクセターにはまたベッドフォード・ハウスがあり、これも既に滅失しているが、ベッドフォード公のタウンハウスだった。公爵はベッドフォードシャー州のウォバーン・アビーに住んでいたが、その広大な不動産を管理するために西部に拠点を必要としていた。

## スコットランドのタウンハウス

### エディンバラ

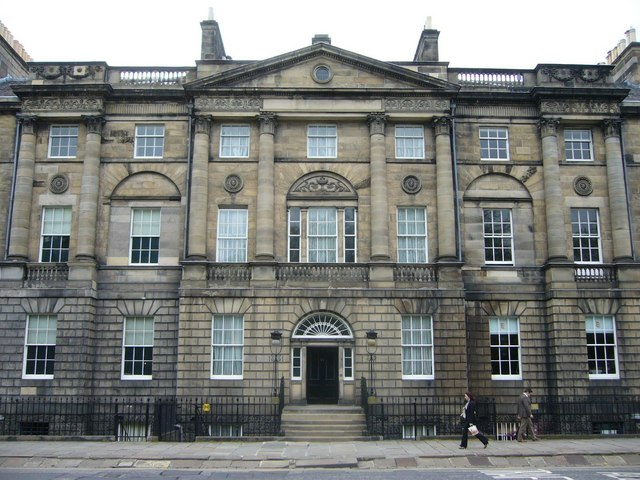
ビュート・ハウス

- ビュート・ハウス - エディンバラのシャーロット・スクウェア (英語版) にあるビュート侯爵のかつての邸宅で、現在はスコットランド首相官邸となっている[5] :203ff 。
- ダンダス・ハウス (英語版) - かつてのローレンス・ダンダス卿のエディンバラの邸宅で、現在はロイヤルバンク・オブ・スコットランドの主要支店となっている。
- ジョン・ノックス・ハウス (英語版) - ロイヤル・マイル [注釈 2] にある15世紀のタウンハウス。
- オールド・モレイ・ハウス - キャノンゲート (英語版) にある17世紀のモレイ伯爵家の住居。
- クイーンズベリー・ハウス (英語版) - 1689年に初代クイーンズベリー公爵ウィリアム・ダグラスにより購入された。現在はスコットランド議会ビルディング (英語版) により買い取られ、スコットランド議会議長の公邸となっている。
- ジョージアン・ハウス (英語版) - エディンバラのシャーロット・スクウェアにある18世紀のタウンハウスで、現在はスコットランド・ナショナル・トラストにより運営されている[7] 。

## アイルランドのタウンハウス

### ダブリン

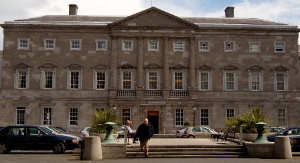
ダブリンにあるレンスター・ハウス

- レンスター・ハウス - リンスター公爵の邸宅で、現在はアイルランド議会であるウラクタスの議事堂となっている。
- パワーズコート・ハウス - 著名なアイルランド貴族であるパワーズコート子爵のダブリンにある邸宅。1974年の火災で建物の土台のみを残して焼失したが、1996年に再建され、現在は有名な観光名所となっている。

### ジョージアン様式のダブリン
"ジョージアン様式のダブリン" (英語版) は5つの広場 (Garden square) (英語版) から構成されていて、それは主要な貴族のタウンハウスを含んでいた。その広場とは、メリオン広場 (英語版) 、セント・スティーブンズ・グリーン (英語版) 、フィッツウィリアム広場 (英語版) 、ラスランド広場 (英語版)（現在のパーネル広場） 、マウントジョイ広場 (英語版) である。それらの広場にある多くのタウンハウスは、現在はオフィスとなっており、一部解体されたものもある。